# Dux Logroño
Il Dux Logroño, indicato più semplicemente come Logroño, è una squadra di calcio femminile spagnola con sede nella città di Logroño, capoluogo della comunità autonoma di La Rioja.
La squadra, istituita ufficialmente nel 2008 come Club Deportivo Escuelas de Fútbol de Logroño, meglio noto come EDF Logroño, dopo aver ottenuto la promozione in Primera División, primo livello del campionato spagnolo, battendo in finale dei play-off promozione le rivali del Tacón al termine dell'edizione 2017-2018 della Segunda División Femenina de España, nella stagione di esordio ha raggiunto la salvezza e gli ottavi di finale in Coppa della Regina.

## Palmarès
- Campionato spagnolo di seconda divisione: 1

2017-2018

## Organico

### Rosa 2020-2021
Rosa, ruoli e numeri di maglia tratti dal sito LaLiga.com e aggiornati al 24 gennaio 2021.
| N. |                               | Ruolo | Calciatrice       |
| -- | ----------------------------- | ----- | ----------------- |
| 1  | Messico (bandiera)            | P     | Pamela Tajonar    |
| 2  | Sudafrica (bandiera)          | D     | Nothando Vilakazi |
| 3  | Portogallo (bandiera)         | D     | Raquel Infante    |
| 4  | Spagna (bandiera)             | D     | Marta Cazalla     |
| 5  | Spagna (bandiera)             | D     | Inés Juan         |
| 6  | Spagna (bandiera)             | C     | Silvia Ruiz       |
| 7  | Spagna (bandiera)             | A     | Judith Luzuriaga  |
| 8  | Spagna (bandiera)             | D     | Leticia Méndez    |
| 9  | Guinea Equatoriale (bandiera) | A     | Jade Boho         |
| 10 | Costa d'Avorio (bandiera)     | A     | Rebecca Elloh     |
| 11 | Spagna (bandiera)             | A     | Olga García       |
| 12 | Ghana (bandiera)              | C     | Grace Asantewaa   |
| 13 | Spagna (bandiera)             | P     | Isabel Longa      |

| N. |                           | Ruolo | Calciatrice           |
| -- | ------------------------- | ----- | --------------------- |
| 14 | Spagna (bandiera)         | C     | Ana Velázquez         |
| 15 | Costa d'Avorio (bandiera) | C     | Ida Guehai            |
| 16 | Finlandia (bandiera)      | C     | Linda Nyman           |
| 17 | Spagna (bandiera)         | C     | Chini Pizarro         |
| 19 | Danimarca (bandiera)      | C     | Julie Tavlo Petersson |
| 20 | Spagna (bandiera)         | A     | Lorena Valderas       |
| 21 | Spagna (bandiera)         | C     | Carolina Marín        |
| 22 | Colombia (bandiera)       | D     | Daniela Caracas       |
| 23 | Spagna (bandiera)         | P     | Queralt Iglesias      |
| 25 | Spagna (bandiera)         | C     | Valeria Pascuet       |
| 26 | Perù (bandiera)           | A     | Pierina Núñez         |
| 28 | Spagna (bandiera)         | D     | Laia Balleste         |